# NGC 1215
NGC 1215 (другие обозначения — MCG -2-8-55, HCG 23B, PGC 11687) — спиральная галактика (Sa) в созвездии Эридан.
Этот объект входит в число перечисленных в оригинальной редакции «Нового общего каталога».
В ядре NGC 1215 диск из газа вращается против направления вращения диска из звёзд, поэтому, возможно, галактика приобрела его недавно.